# Собор Преображения Господня (Ярославль)
Собор Преображения Господня — недействующий православный храм в историческом центре Ярославля, в бывшем Спасо-Преображенском монастыре. Старейшее из сохранившихся зданий города.

## История
Из Лаврентьевской летописи известно, что «в год 6724 (1216)… христолюбивый князь великый Костянтинъ, сынъ Всеволожь, заложи церковь камену и манастырь святого Спаса Преображенья на Ярославли». Вероятно каменный храм возводился на месте деревянного. В 1224 году при первом ярославском князе Всеволоде Константиновиче храм был достроен и 6 августа освящён ростовским епископом Кириллом.
По предположению археологов, проводивших в 1958-м и в 1982—1986 годах раскопки фундамента, собор XIII века был сложен из большемерного плоского кирпича-плинфы и украшен белокаменными резными деталями.

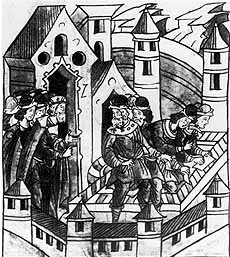
Закладка собора. Миниатюра XVI в. из Лицевого летописного свода

В 1501 году в Ярославле произошёл сильный пожар, в котором Преображенский собор выгорел и обрушился. В 1506—1516 годах на прежнем фундаменте возвели новый каменный трёхглавый храм с присоединением галерей. Надпись над входом в него сообщает о его завершении: «Освящена бысть сия церковь в лето 7024 при благоверном великом князе Василье Ивановиче всея Русии и при митрополите Варламе всея Руси, а поставлена бысть архимандритом Ионою ок[тября] 2 днь».
Новый Спасо-Преображенский собор был расписан в 1563—1564 годах, о чём сохранились надписи на столбах храма; на южном: «обновлена бысть подписью сия церковь благолепное Преображение Господа нашего Иисуса Христа в лето 7071 при благочестивом царе государе великом князе Иване Васильевиче всея Руси самодержце и при митрополите Макарие всея Руси»; на северном: «и свершена бысть в лето 7072 при митрополите Афонасии в первое лето святительства его, а подписана при архимандрите Ефреме, а подписывали мастеры московские Ларион Леонтьев сын, да Третьяк, да Федор Никитины дети, ярославцы Афонасей и Дементий Сидоровы дети». Эти фрески — древнейший памятник стенописи в Ярославле и один из двух в России, сохранившихся с эпохи Ивана Грозного (второй — Успенский собор Свияжского Успенского монастыря). Позже была расписана западная галерея, о чём сообщает надпись на портале: «в сей паперти стенное письмо преже сего 1634 тщанием строителя Антония Ельчанинова писаное тем же обновлено».
В Переписной книге Ярославля 1629 года упомянут располагавшийся в диаконнике собора придел Покрова Богоматери, но в более поздних документах он не упоминается. В северной галерее собора XVII века, первоначально открытой, а позднее обращённой в отдельное закрытое помещение, находилась часовня Сошествия Святого Духа.
Спасо-Преображенский собор в XVII—XIX веках подвергался многократным перестройкам и поновлениям: после пожара 1711 года в нём растесали окна, снесли две боковые главы и изменили форму центральной, с шлемовидной на луковичную, а также устроили четырёхскатную кровлю взамен позакомарного покрытия. В 1812 году к его восточному фасаду пристроили большую алтарную апсиду, в 1832 — заложили арки западной галереи и устроили новое крыльцо, а иконостас 1710 года разобрали и вместе с иконами (кроме местных и деисуса) перенесли в церковь Богоявления села Васильевского. В 1813 году угличский мещанин Алексей Власович Волков устроил новый — одноярусный, тёмно‑синего цвета — соборный иконостас «с 18 колоннами». Иконы для него написал купеческий сын Пётр Васильевич Шманаев (иконостас разобрали в 1919 году).
В 1918 году собор сильно пострадал при артиллерийском обстреле Ярославля коммунистами. После захвата ими города храм был разграблен.

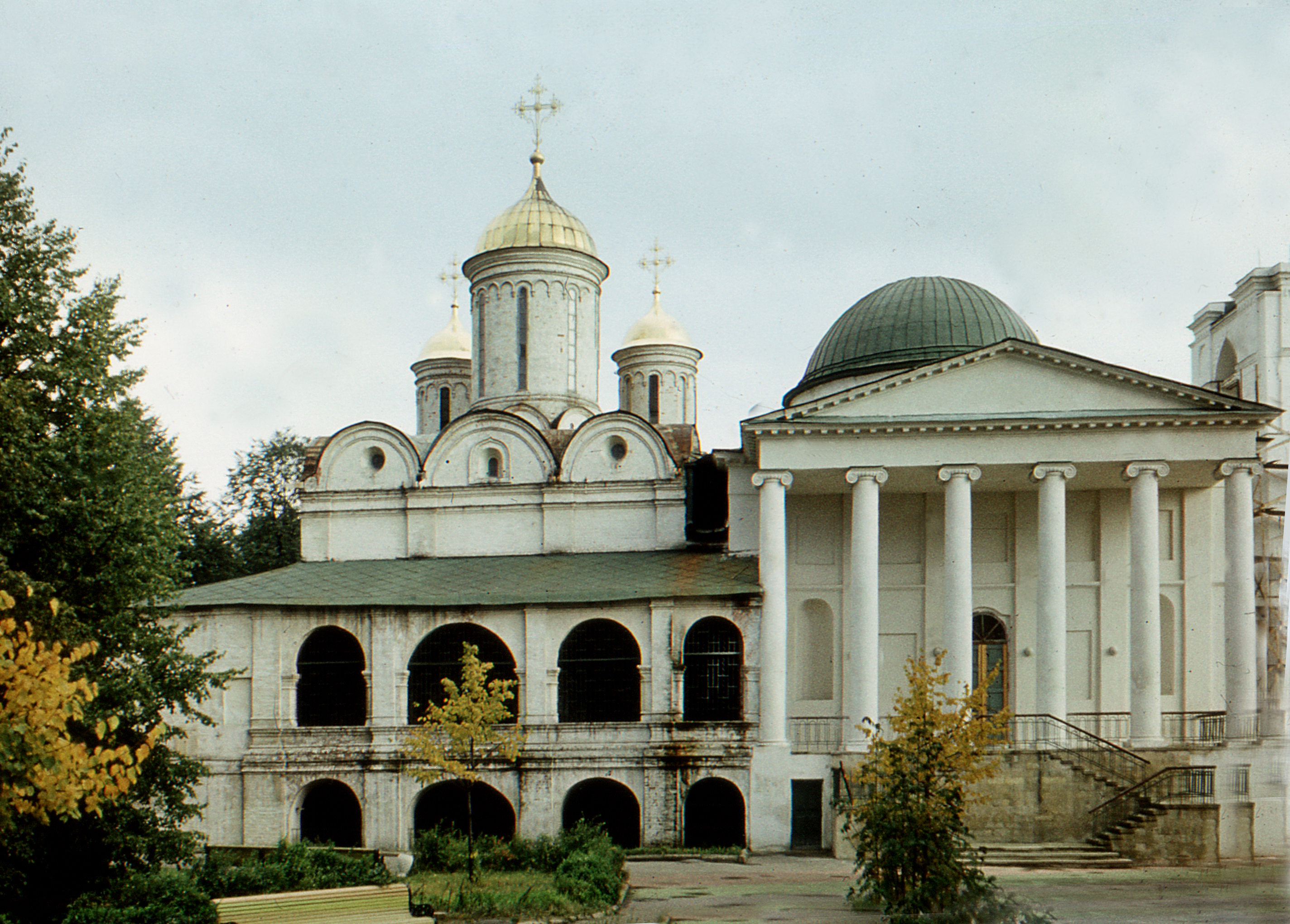
Собор и церковь Ярославских Чудотворцев в 1978 году

В начале 1920-х Ярославская реставрационная комиссия под руководством Иллариона Тихомирова отремонтировала разрушенные части здания, разобрала апсиду XVIII века и переделала окна в формы XVI века. В 1930—1949 годах здание собора, вместе с другими постройками бывшего монастыря, находился в распоряжении Ярославского военкомата и пришло в аварийное состояние.
В 1952 году бывший монастырь передали Ярославской реставрационной мастерской, начавшей восстановительные работы с целью размещения в нём «Постоянно действующей
народно-хозяйственной выставки». Под руководством Е. Г. Ефремова и Е. М. Караваевой облик собора был приближен к первоначальному — было разобрано пристроенное западное крыльцо, раскрыта западная галерея, восстановлено трёхглавие и позакомарное покрытие. В 1959 выставку закрыли и собор передали Ярославскому музею-заповеднику.

## Современное состояние
Собор находится в ведении Ярославского музея-заповедника. Открыт для посещения с 1 мая по 1 октября.
Ежегодно в праздник Преображения Господня в храме проводят божественную литургию.

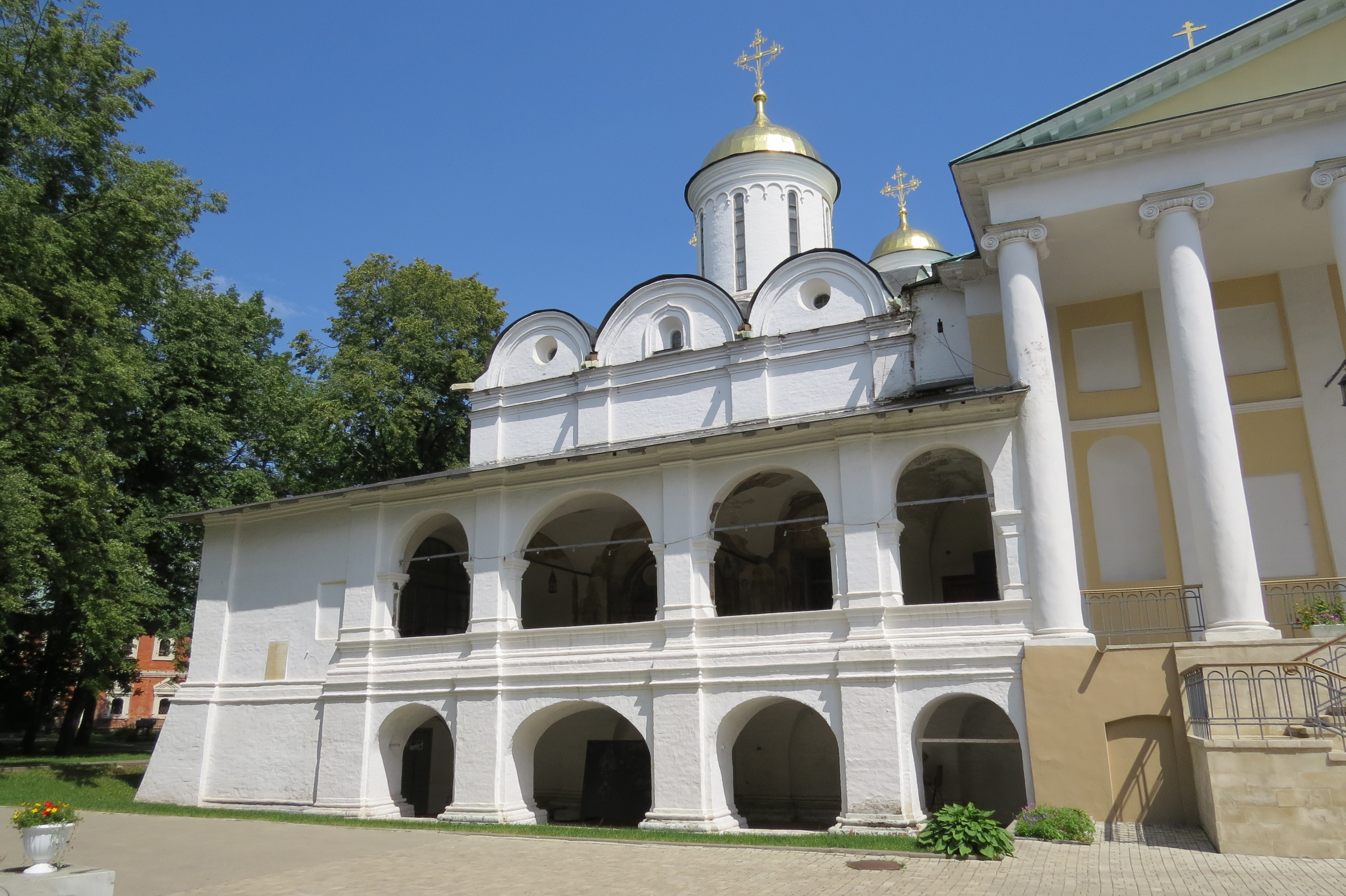
Западная галерея
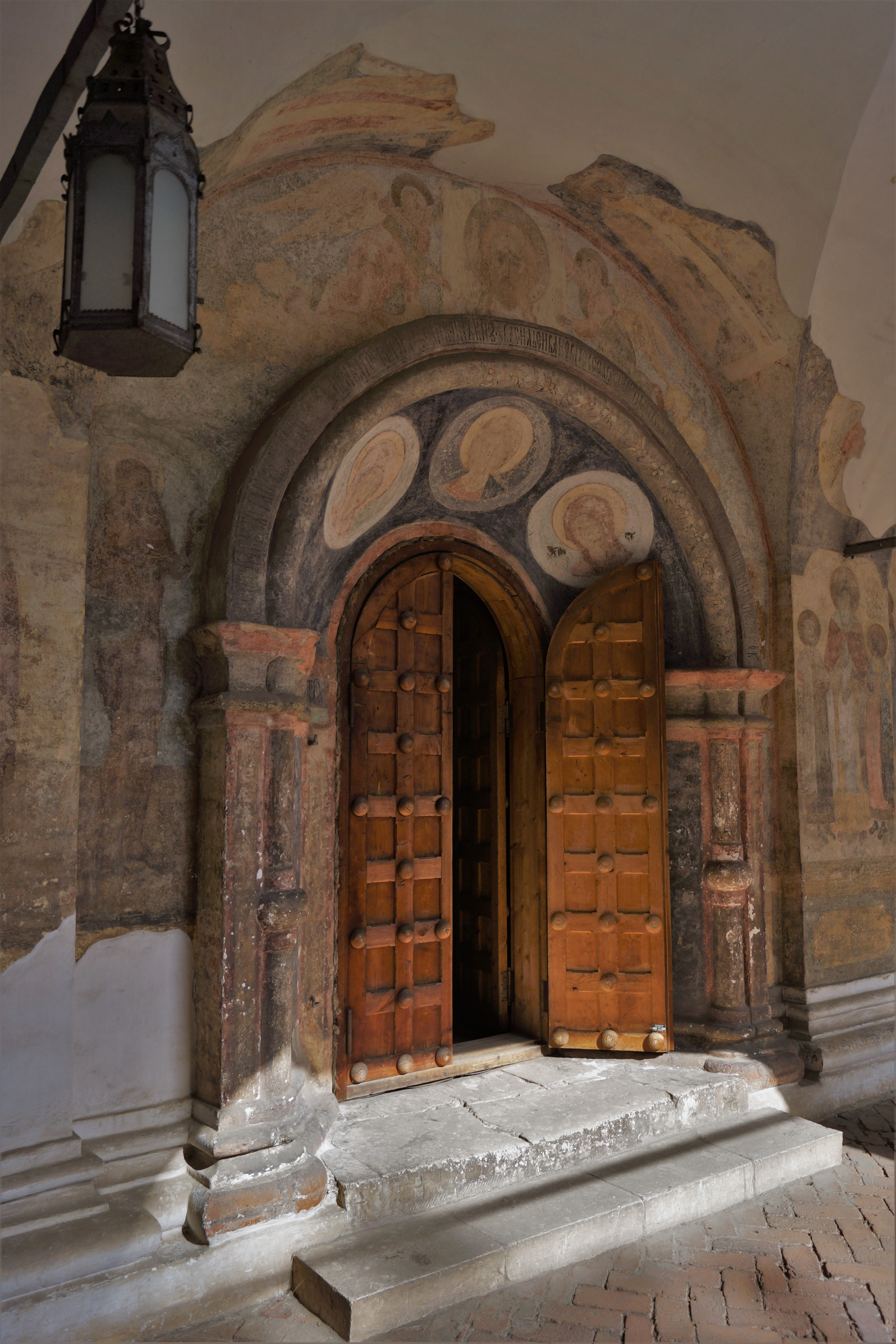
Вход из галереи в собор
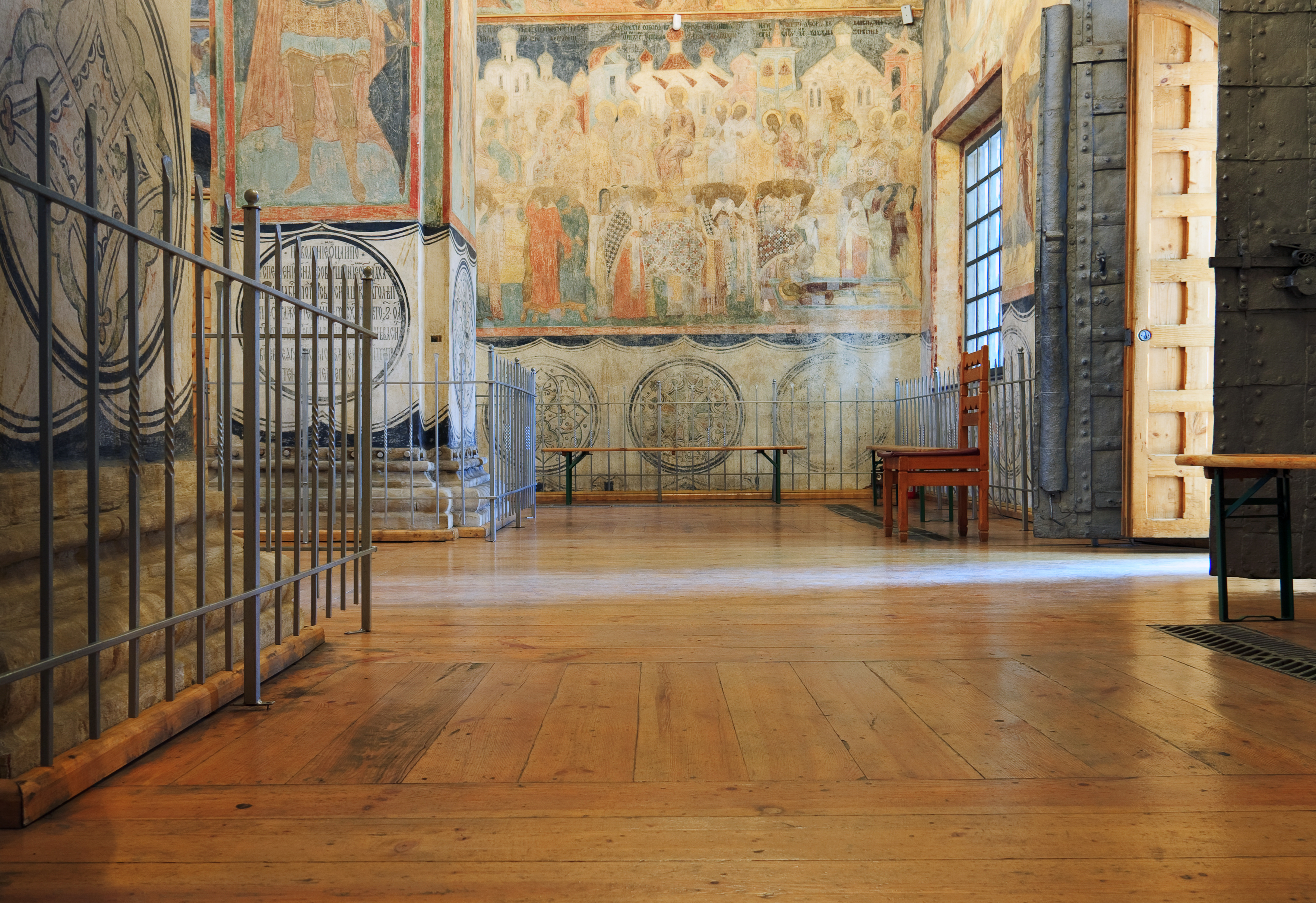
Интерьер собора
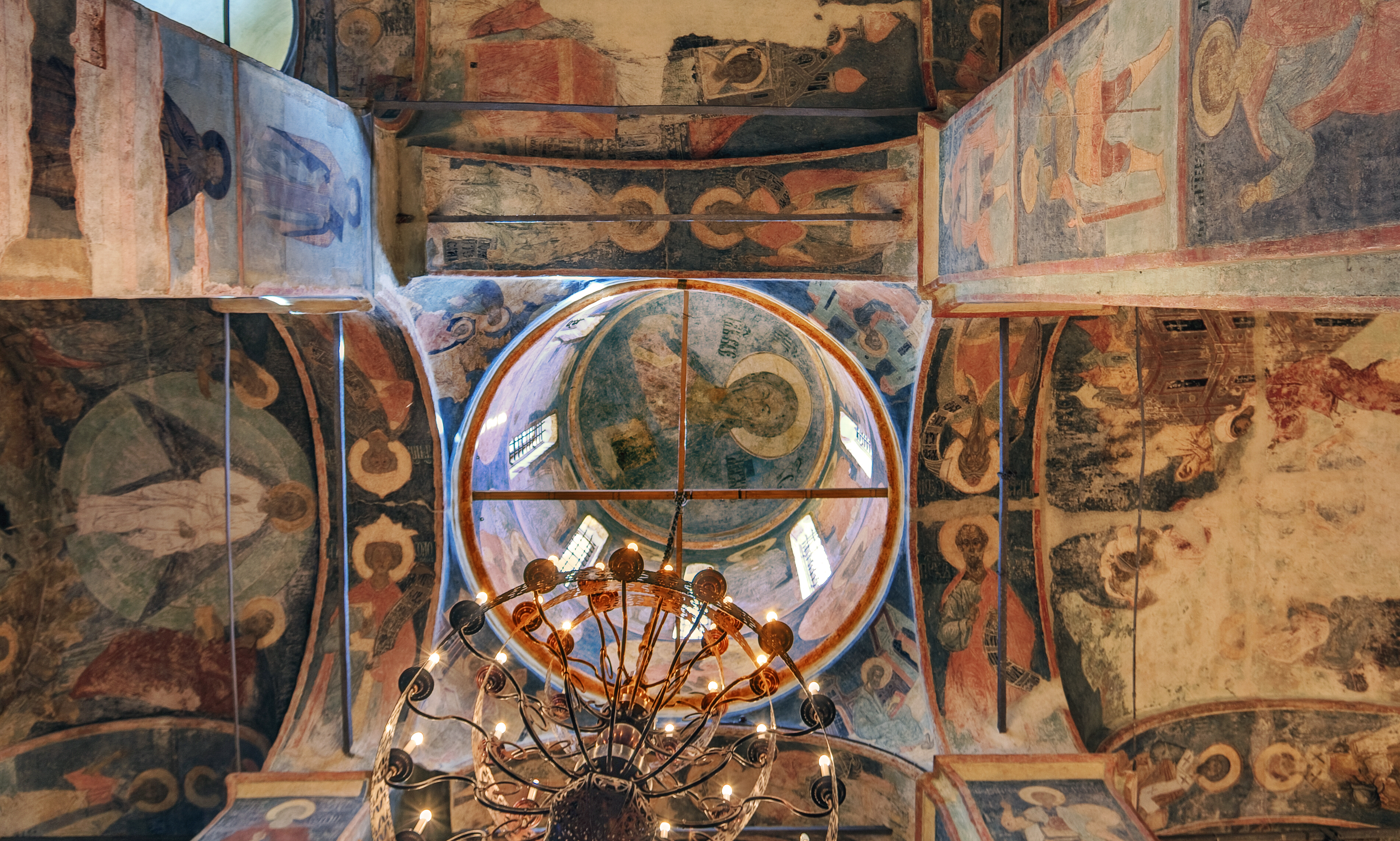
Фрески